# NGC 1240
NGC 1240 est une paire d'étoiles située dans la constellation du Bélier. L'astronome germano-britannique William Herschel a enregistré la position de cette paire d'étoiles en 1784. 